# 维拉武尔
维拉武尔（Vilavur），是印度泰米尔纳德邦甘尼亚古马里县的一个城镇。总人口13373（2001年）。

## 人口
该地2001年总人口13373人，其中男性6414人，女性6959人；0—6岁人口1441人，其中男737人，女704人；识字率79.39%，其中男性为83.43%，女性为75.67%。